# DCMU
DCMU (chemicky N'-(3,4-dichlorfenyl)-N,N-dimethylmočovina nebo 3-(3,4-dichlorfenyl)-1,1-dimethylkarbonyldiamid) je organická dusíkatá látka užívaná jako pesticid a známá též pod obchodním názvem Diuron.

## Vlastnosti a použití
Za běžných podmínek jde o bílou krystalickou látku, špatně rozpustnou ve vodě, lépe v organických rozpouštědlech. Používá se jako neselektivní herbicid při pěstování obilí, ovoce, cukrové třtiny či bavlníku, ale také k omezení růstu plevele na silnicích, železničních kolejích, podél plotů, produktovodů či budov. V České republice se nyní[kdy?] nevyrábí ani není registrován žádný pesticid obsahující DCMU, používají se zde však nátěrové hmoty s touto látkou.

## Vlivy na životní prostředí
V půdě je středně až vysoce perzistentní. Rozkladový produkt 3,4-dichloranilin je zřejmě ještě toxičtější než DCMU. Z půdy se může vyluhovat do podzemních i povrchových vod a může být transportován vodou na velké vzdálenosti. DCMU je toxický pro ryby i pro bezobratlé, toxicita pro ptáky je relativně nízká.

## Vlivy na zdraví člověka
Dráždí oči, kůži a sliznice, způsobuje deformace červených krvinek, zvyšuje počet bílých krvinek. Může způsobovat poškození jater a kostní dřeně. Je hodnocen jako podezřelý karcinogen a teratogen.